# Cabera crassesignata
Cabera crassesignata är en fjärilsart som beskrevs av Barend J. Lempke 1947. Cabera crassesignata ingår i släktet Cabera och familjen mätare. Inga underarter finns listade i Catalogue of Life.